# Robert Alan Charpie
Robert Alan „Bob“ Charpie (* 9. September 1925 in Cleveland, Ohio; † 13. Oktober 2011 in Weston, Massachusetts) war ein US-amerikanischer Physiker, Wissenschafts- und Wirtschaftsmanager.

## Leben und Wirken
Charpies Studium der Physik am Carnegie Institute of Technology wurde vom Zweiten Weltkrieg unterbrochen, in dem er als Infanterist diente. 1948 erwarb er einen Bachelor, 1949 einen Master und 1950 einen D.Sc. in theoretischer Physik. Anschließend ging er an das Oak Ridge National Laboratory (ORNL), dessen Vizedirektor er 1955 wurde. 1956 veröffentlichte er das Lehrbuch Physics and Mathematics. 1958 übernahm Charpie die Leitung der Abteilung für Kernreaktoren am ORNL.
1961 wechselte Charpie zum Unternehmen Union Carbide, wo er zum Leiter der Abteilung für Elektronik aufstieg. 1968 wurde er Präsident von Bell & Howell, 1969 Präsident und CEO der Cabot Corporation, die unter seiner Leitung eine Verzehnfachung der Unternehmensgröße durchmachte und zu den 300 größten Unternehmen der Vereinigten Staaten aufstieg. 1988 ging Charpie bei der Cabot Corporation in den Ruhestand, war aber noch als Leiter der Ampersand Venture Management Corporation tätig.
Charpie nahm viele Aufgaben in wissenschaftlichen Institutionen und Gremien wahr, so im United Nations Advisory Committee on Atomic Energy, in der International Conference on the Peaceful Uses of Atomic Energy, im General Advisory Committee for the Atomic Energy Commission, in der National Advisory Commission for Oceans and Atmospheres, im Oak Ridge Board of Education und im Carnegie Institute of Technology. Von 1969 bis 1976 war er Mitglied des National Science Board der National Science Foundation. Während seiner Zeit in der Industrie gehörte Charpie Aufsichtsgremien folgender Unternehmen an: Arch Coal, Ashland Coal, Bell & Howell, Cabot Corporation, Champion International Corporation, Federated Department Stores, First National Bank of Boston, General Cinema Corporation, Honeywell International, Northwest Airlines, Schlumberger Limited, Sprague Electric Company und Mitre Corporation.
Seit 1955 war Charpie Fellow der American Physical Society. 1971 wurde er in die American Academy of Arts and Sciences gewählt, 1975 in die National Academy of Engineering. Charpie hielt Ehrendoktorate folgender Institutionen: Denison University, Alderson-Broaddus College, Marietta College und Boston College.
Charpie war seit 1947 mit Elizabeth Anne Downs verheiratet, die wenige Wochen vor ihm starb. Das Paar hatte vier Kinder.